# Vonones I
Vonones I (em grego: Βονώνης; romaniz.: Bonṓnēs) ou Onones (ΟΝΩΝΗΣ, Onōnēs; m. 19) foi um príncipe arsácida que governou como xainxá do Império Parta de 8 a 12, e posteriormente como rei da Armênia de 12 a 18. Era o filho mais velho de Fraates IV (r. 37–2 a.C.) e foi enviado a Roma como refém em 10/9 a.C. para evitar conflitos sobre a sucessão do filho mais novo de Fraates IV, Fraataces.

## Nome
Vonones é a latinização do parta Va(u)nã (Wah(u)nām) ou Vo(u)nã (Woh(u)nām), que significa "aquele com a melhor reputação" (de beh / veh, "melhor", e nām, "reputação"). É possível que esse nome tenha se originado no iraniano antigo *vahu-nāman-. Foi registrado em siríaco como Benã (Behnām), em armênio como Vonom (Վոնոն, Vonon) e em grego como Onones (ΟΝΩΝΗΣ, Onōnēs) em moedas, Vonones (Βονώνης, Bonṓnēs), Uonones (Ουονώνης, Ouonónēs) em textos clássicos, Goanã (Γοανναμ, Goannam) em fontes epigráficas.

## Vida

### Antecedentes e primeiros anos
Vonones era o filho mais velho de Fraates IV. De acordo com o historiador romano clássico Tácito, Vonones era parente do rei cita. Fraates IV já havia sido auxiliado pelos citas em seu reinado para retomar seu trono do usurpador Tiridates II em c. 30 a.C., e assim Vonones poderia ser o resultado de uma aliança de casamento entre Fraates IV e um chefe tribal cita, que concordou em ajudá-lo em troca. Vonones foi enviado a Roma junto com três de seus irmãos (Fraates, Seraspandes e Rodaspes) em 10/9 a.C., a fim de evitar conflitos sobre a sucessão do filho mais novo de Fraates IV, Fraataces. O imperador Augusto (r. 27 a.C.–14 d.C.) usou isso como propaganda retratando a submissão da Pártia a Roma, listando-a como uma grande conquista em sua Res Gestae Divi Augusti.

### Reinado
Após o assassinato de Orodes III por volta de 6, os partos solicitaram a Augusto um novo rei da casa de Ársaces. Augusto enviou-lhes Vonones, mas não conseguiu manter-se como rei; ele tinha sido educado como romano e era desprezado pela nobreza parta como um fantoche romano (Tácito, Anais, 2.2.) Outro membro da casa arsácida, Artabano II, que governava Atropatena, foi convidado ao trono. Numa guerra civil, ele derrotou e expulsou Vonones.
Vonones fugiu à Armênia e se tornou rei lá em 12 (Tácito, Anais, 2.3.). Artabano II, agora o monarca do Império Parta, tentou depor Vonones do trono armênio e nomear seu próprio filho em seu lugar. Isso foi contestado pelos romanos, que consideraram isso um perigo para seus interesses. Como resultado, o imperador Tibério (r. 14–37) enviou seu enteado Germânico para impedir que isso acontecesse. No entanto, o general não encontrou resistência dos partos e chegou a um acordo com Artabano II para nomear Artaxias III o novo rei da Armênia e renunciar ao apoio a Vonones. Os romanos, portanto, reconheceram Artabano II como o governante parta legítimo. Para ratificar o relacionamento amigável entre os dois impérios, Artabano e Germânico se encontraram numa ilha no Eufrates em 18. Os romanos transferiram Vonones I à Síria, onde ele foi mantido sob custódia, embora em um estilo real (Tácito, Anais, 2.4.). Mais tarde, foi transferido à Cilícia (Tácito, Anais, 2.58.), e quando tentou escapar por volta de 19, foi morto por seus guardas (Tácito, Anais, 2.68.).
Sua morte e o domínio agora incontestável de Artabano II dividiram a nobreza parta, já que nem todos apoiaram um novo ramo da família arsácida assumindo o império. O sátrapa do Sacastão, Drangiana e Aracósia, chamado Gondofares, declarou independência de Artabano II e fundou o Reino Indo-Parta, assumindo os títulos de "grande rei dos reis" e "autocrator". No entanto, Artabano e Gondofares provavelmente chegaram a um acordo de que os indo-partas não interviriam nos assuntos dos arsácidas. Vonones teve um filho chamado Meerdates, que tentou tomar o trono parta em 49-51.